# K-ROCK (韓国の音楽)
K-ROCK (Korean Rock) は、大韓民国内におけるロックンロール、ロック音楽を示す表現。

## 歴史
韓国のロックは、1950年代後半に、在韓米軍がもたらしたアメリカのGI文化を吸収する形で、ギタリストで作曲家の申重鉉（シン・ジュンヒョン）とそのバンドによって始められた。申重鉉は、韓国独自のスタイルによるロックンロールを発展させることができた。申重鉉は1962年に、韓国最初期のロック・バンドの代表的存在であるエド・フォー (Add 4) を結成し、1964年にリリースした「雨の中の女人」は韓国語ロックの原点として評価されている。
1970年代には、これらのプロテストソングは朴正煕軍事政権から厳しい検閲を受けた。申重鉉は、薬物乱用の咎で投獄された。韓大洙（ハン・デス）は、アルバム2枚が発売を禁じられた後に、自ら母国を去ってニューヨークへ移り住んだ。申重鉉の投獄は、韓国のロックの制作活動を低調なものとしたが、他のアーティストたちの中には、サヌリムのように、1980年代に韓国のポピュラー音楽界をダンス音楽が席巻する前の1970年代後半から台頭した者もいた。
1980年代に入ると、ポピュラー音楽の嗜好は、ロックから離れてしまった。ロックのシーンはヘヴィメタルが支配し、特に復活（ブファル）、ペクトゥサン、シナウィが「ビッグ3」と称された。
1990年代はじめ、盧泰愚大統領以降の民主化を経て、ロック音楽は復活した。国外からの情報は、以前より事由に流入するようになり、韓国の若者たちは短期間のうちに数十年分の外国のポピュラー音楽に接することとなり、自らバンドを始める者もいた。クラインナッツとノーブレインの2つのバンドがいち早く登場し、多様なジャンルを取り込んで混合させた「朝鮮パンク (Chosun Punk)」と称する音楽が、クラブ・ドラッグ (Club Drug) の経営もしていたインディレーベル、ドラッグ・レコード (Drug Records) を中心に広がった。グローバリゼーションの進行とインターネットの普及によって、音楽シーンは多様化が進むとともに、より多くのスタイルを組み込むようになった。1990年代後半には、いよいよ多様な音楽的影響が現れ、ラックスなどの若い世代のバンドが登場し、ザ・ギークスは、韓国にストレート・エッジ系のハードコア・パンクを紹介した。スカ・パンクも早くから大きな影響を与えており、Lazybone や Beach Valley といったバンドを生んでいる。2006年には、スカサックスが結成され、韓国におけるスカ・パンクの動きを牽引するようになった。

## 日本への紹介
K-POPに比べれば規模は限られているが、K-ROCKは日本にも各種のプロモーション活動や公演を行なうようになっている。
近年では、ユン・ドヒョンが率いるYB (バンド)が、代表的バンドとして日本にも紹介されている。

## 韓国のロック・フェスティバル
- 仁川ペンタポート・ロック・フェスティバル
- ジサン・バレー・ロック・フェスティバル
- ETPFEST